# 周籽言
周籽言（Chosze Chow，1991年11月17日—），2017年前曾以本名周楚詩發展，香港網絡創作歌手，YouTube用戶，擅長結他及音樂創作。2013年她為網絡紅人FHProductionHK寫的片尾曲《愛很難明白》而走紅。

## 簡歷
周籽言早年就讀中華基督教會扶輪中學（2010年中五）。20歲開始為唱片Demo錄音，及後於尖沙咀海濱花園作公開演出，以結他自彈自唱流行歌曲。21歲推出自創歌曲《附屬品》，自此開始在網絡界嶄露頭角。
2013年FHProductionHK拍攝YouTube網劇《我在香港當兵的日子》系列及《男人有話兒》系列（兩者均為2013年YouTube香港熱門影片（非音樂類）十大），她獲邀為網劇《男人有話兒》創作片尾曲《愛很難明白》，MV在網絡爆紅，在YouTube有逾70萬點擊率，而開始為香港網民所認識，也因此受網絡界人士（窮飛龍、伍仔）賞識。2013年8月時，接受輔仁媒體訪問，表示自己的目標是當上真正的歌手。
2016年環球唱片公佈盧冠廷Beyond Imagination演唱會表演者召集的10個入圍單位，周氏亦榜上有名，才華、努力和音樂水平亦正式得到樂壇人士肯定。

## 外部連結
- 周籽言的Instagram帳戶
- YouTube上的周籽言頻道